# Amficionins
Els amficionins (Amphicyoninae) són una subfamília extinta de mamífers carnívors de la família dels amficiònids que tingueren una amplíssima distribució des de l'Oligocè superior fins al Pliocè inferior, fa entre 4,9 i 24,8 milions d'anys. Se n'han trobat restes fòssils a Alemanya, Espanya, els Estats Units, França, Geòrgia, el Kazakhstan, el Nepal, el Pakistan, Rússia, Sud-àfrica, Suïssa, Ucraïna i la Xina. En comparació amb altres membres de la seva família, els amficionins solien mancar de dents premolars o, com a mínim, tenir-les considerablement reduïdes. En canvi, tenien les dents molars posteriors més grosses. Presentaven un marcat dimorfisme sexual.